# Burnout 2: Point of Impact
Burnout 2: Impact Point är ett Racingspel som utvecklats av Criterion Games och publiceras av Acclaim Entertainment för PlayStation 2, GameCube och Xbox. Det är uppföljaren till 2001-spelet Burnout och den andra titeln i Burnout-serien.
Spelet var spelföretaget Acclaim´s sista spel i Burnout-serien, eftersom Acclaim gick i konkurs 2004; Resten av serien skulle publiceras av Electronic Arts.